# 虎式131
編號131的虎式戰車是一輛第二次世界大戰期間在突尼西亞為英國第48皇家戰車團俘獲的德國虎I戰車。它目前被保存於英國伯文頓的戰車博物館內，是世界上僅存能夠正常運作的虎I戰車。

## 在德軍的服役生涯
盟軍士兵通常稱虎I戰車為「Tiger I」，而其在德軍內的正式名稱則為「Panzerkampfwagen VI, Tiger I (E), SdKfz 181」。虎式131的原產地為德國卡瑟爾市，車體則是由亨舍爾負責製造。戰車於1943年1月或2月時完成，出廠的車體編號為250122。它接著於1943年3月12日至4月16日間（具體日期不詳）被運至突尼西亞，並被編入位於該地的第504重戰車營第1連第3排第1輛，炮塔側面亦被漆上131的編號。它參與了北非戰役，後來為英軍繳獲。

## 繳獲

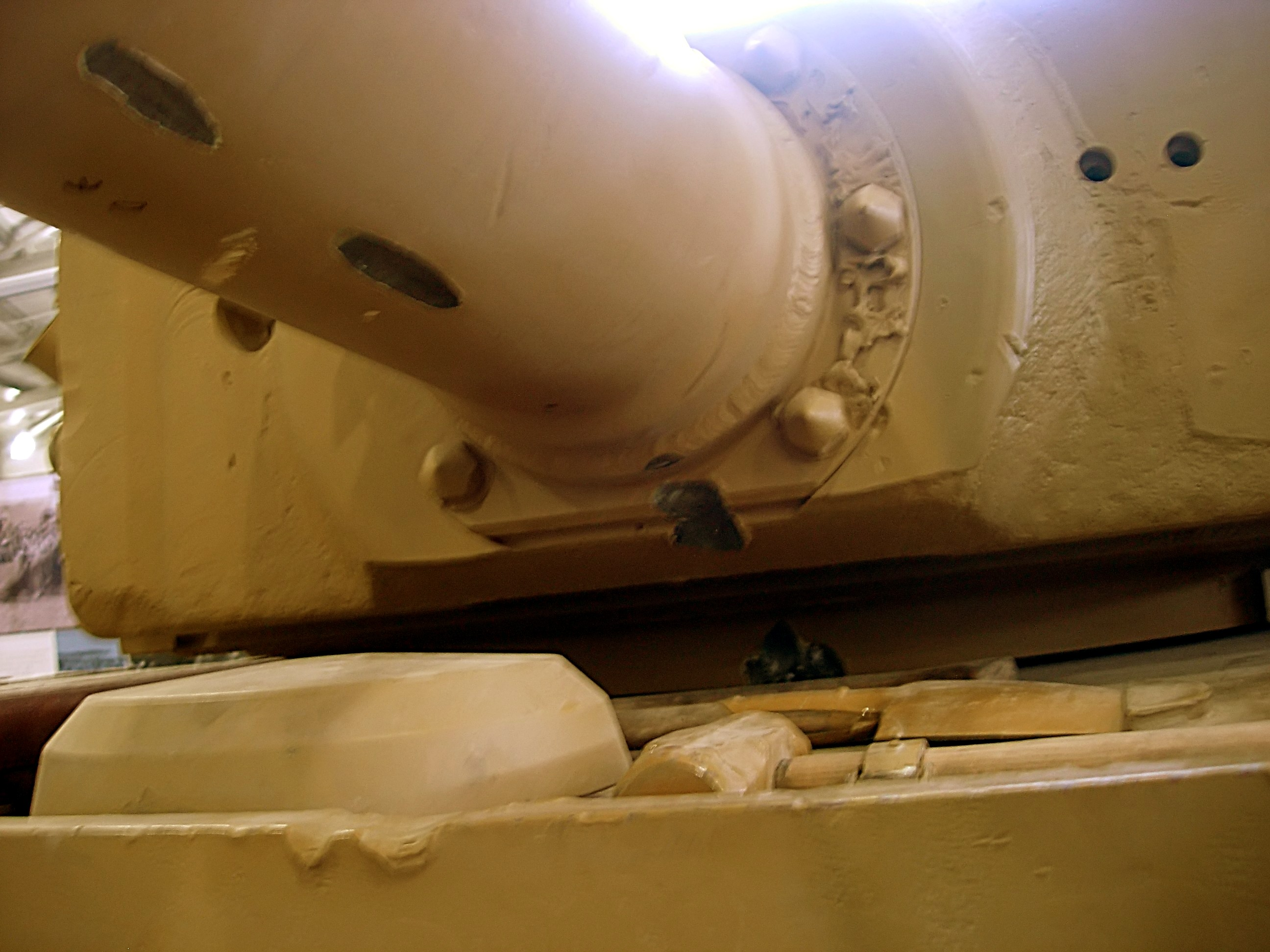
造成虎式131的炮塔無法轉動的損傷。

在知悉盟軍將對突尼斯展開重大推進後，德軍因此於1943年4月20日至21日晚間發動了一波突襲，企圖干擾盟軍的推進時程。德軍對四個據點同時發動攻擊，其中包括山丘北方一處名為「Djebel Djaffa」的隘道。兩輛虎式坦克與其他數輛戰車於黎明前通過這條隘道，並於晨間駛回德軍陣地。虎式131遭到隸屬於英軍第48皇家戰車團第4戰車連A分遣隊的邱吉爾戰車以其上的QF 6磅炮射擊三次，其中第一發擊中炮管底部，並彈進炮塔環裡，造成炮塔無法轉動，還使駕駛及炮手受傷，同時摧毀了無線電。第二發擊中炮塔的升降軸，造成火炮無法垂直移動。第三發則擊中裝填手的艙門，並使炮彈碎片彈入炮塔中。虎式131的乘組員棄車逃離，並將負傷者撤離現場，同時遺留下已無法作戰，但仍能駕駛的虎式戰車。然而，這些組員的身分及他們棄車後的命運至今不詳。英軍在佔領長停丘後捕獲了這輛編號為131的虎I戰車。虎式131是第一輛英軍所俘獲且仍完整的虎I戰車。
2012年時，《每日郵報》發表了一篇文章，講述由英國多產作家諾埃爾·柏瑟姆與布魯斯·蒙特鳩所撰寫的書籍《Catch that Tiger》中宣稱負責將虎式131運回英國的道格拉斯·里德戴爾少校（Douglas Lidderdale）當時事實上是奉時任英國首相的溫斯頓·邱吉爾的密令而俘獲虎式131的；邱吉爾要求里德戴爾設法捕獲一輛虎式戰車，以供盟軍研究。
雖然這種說法聽起來言之成理，但卻隨後被戰車博物館駁斥，表示該說法與史實不合。書中的故事亦被證實與里德戴爾本人臨終前所撰寫的私人信件所描述的內容有出入；里德戴爾在信件中表示當虎式131被俘擄時，他本人並不在場。

## 保存

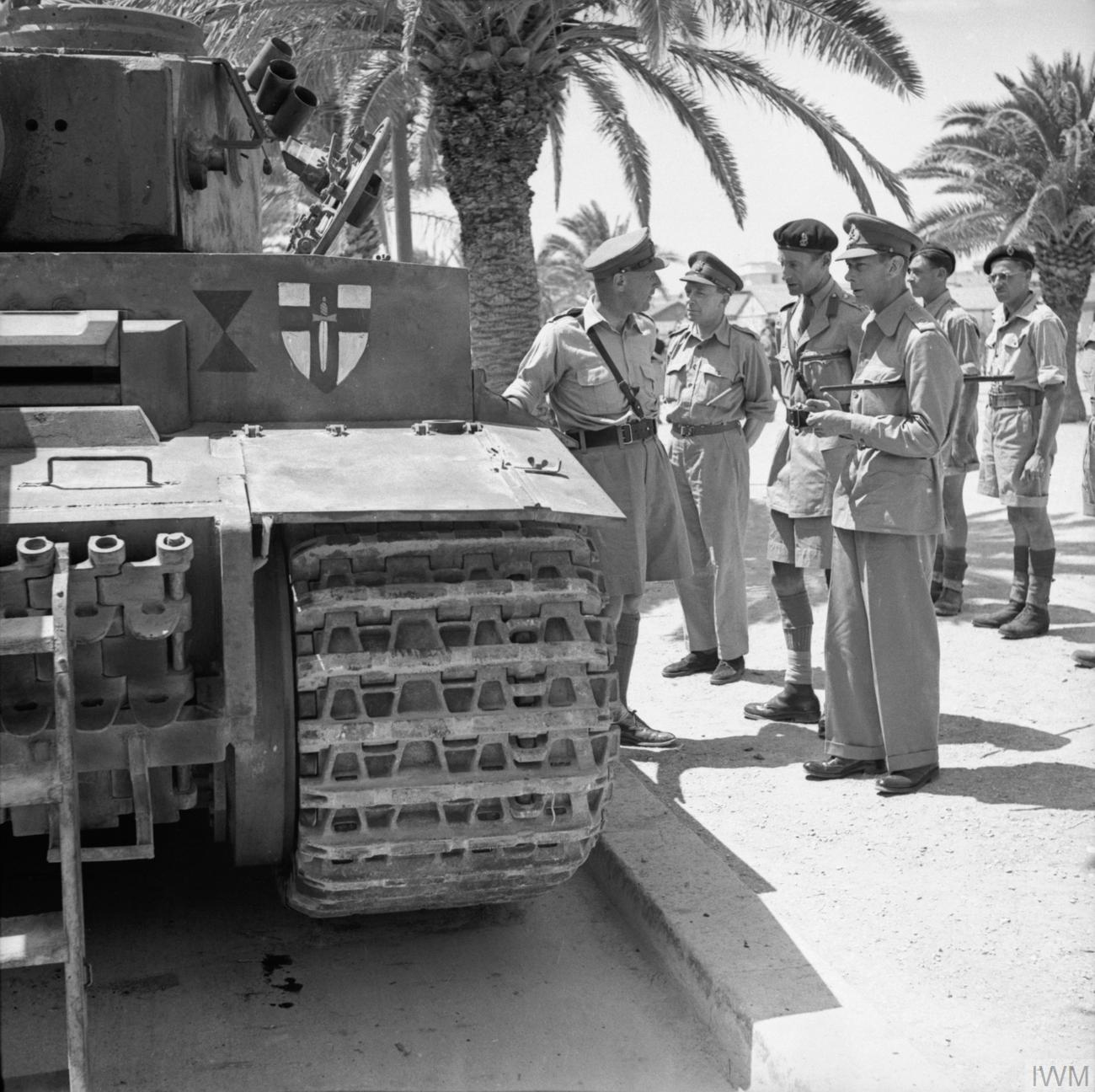
1943年6月，英王喬治六世在突尼斯檢視虎式131。注意車身正前方已塗上了英國第1裝甲團的紋章。

英軍人員以自其他毀損的虎式戰車上拆卸下來的零件修復虎式131，並重新評估她的性能。此後，虎式131便於突尼斯展出，並在那裡受到了英王喬治六世以及首相溫斯頓·邱吉爾的檢閱。1943年10月，虎式131被送往英格蘭，並被以戰利品的名義於各地展出，藉以提升戰時士氣；該車後來又被送往英國戰車科技學校（School of Tank Technology）進行一連串的測試與評估。該校最終依照測試結果提交了一份報告給英國政府。1951年9月25日。盟國方面認定此型重戰車 ，其戰力遠遠超過盟軍現有一切戰車之上，但也同時認定此型戰車，絕不可能大量生產。虎式131被英國陸軍供應部移交給戰車博物館保存，並獲得了2351的保存品編號（後被重新編為E1951.23）。
1990年，博物館暫時停止了虎式131的展出，並將之送由陸軍基礎修復組進行整修。整修工程幾乎將整輛虎式131完全拆解。虎式131原先使用的梅巴赫HL210引擎被剖為兩半，以供展覽之用；博物館於是以館藏虎II戰車的梅巴赫HL230引擎裝入虎式131內。另一項重大的改變是修繕人員在引擎室內裝載了一套現代化的抑火系統。整修完畢後的虎式131被交由冶金學家進行檢驗，以研究第二次世界大戰時期德國的生產工藝。

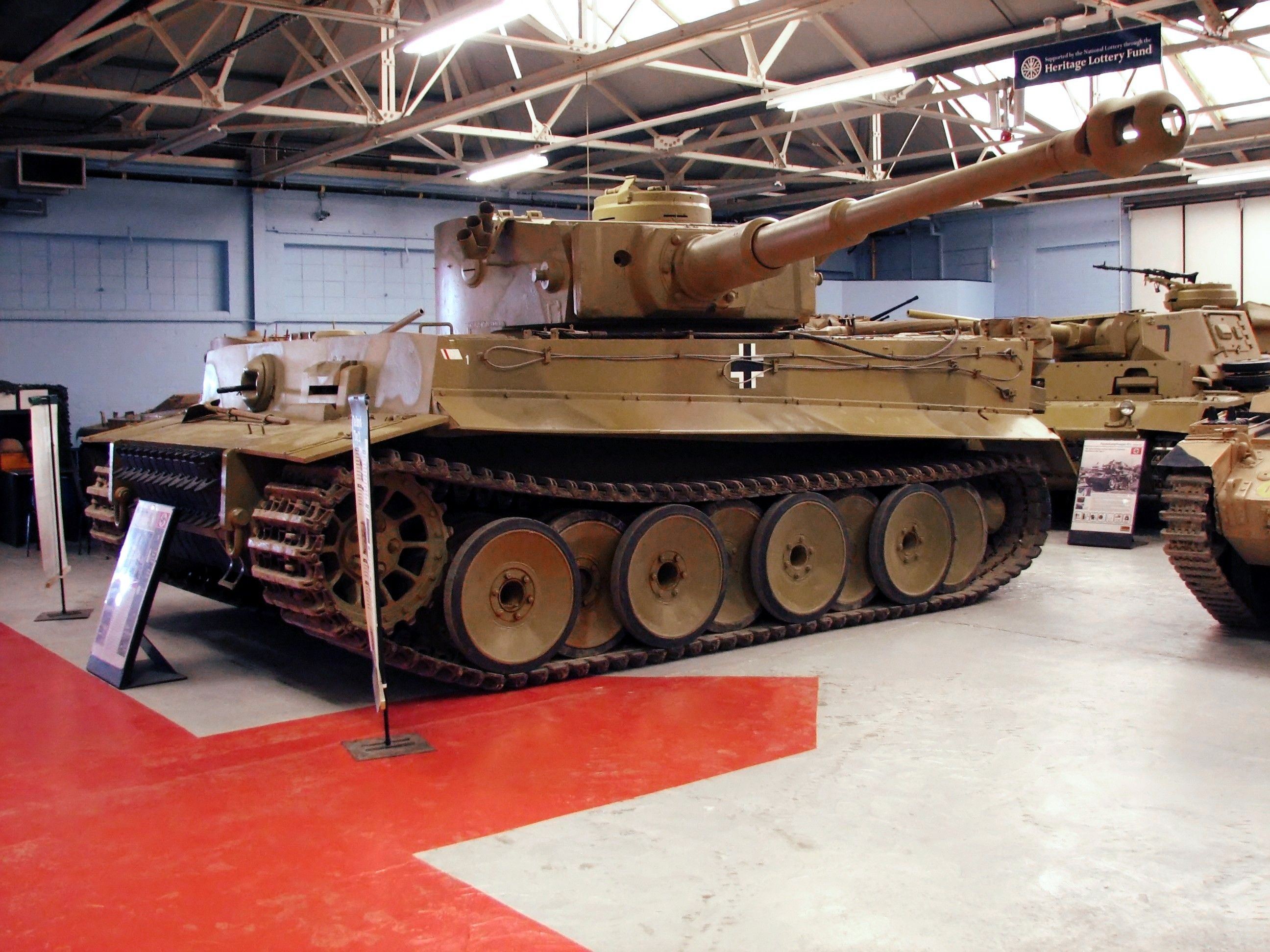
存於英國伯文頓戰車博物館的虎式131，攝於2008年。

2003年12月，搭載新引擎的虎式131被送回博物館；這使虎式131成為世界上唯一一輛可運作的虎式戰車，同時也是該博物館內最受歡迎的展品。後續作業及為戰車重新上漆的工程則於2012年完成。整個整修工程共計花費了80000英鎊。
虎式131後來亦參與了電影《狂怒》的演出。

## 外部連結
- The Tank Museum Bovington, England （页面存档备份，存于）